# Erskine (Minnesota)
Pour les articles homonymes, voir Erskine.
Erskine est une ville américaine située dans le comté de Polk, dans le Minnesota. Selon le recensement de 2010, sa population est de 503 habitants.